# Antarctische basis Almirante Brown
Almirante Brown Antarctische basis is een Argentijns poolstation vernoemd naar admiraal Guillermo Brown, grondlegger van de Argentijnse marine. Het oorspronkelijke station, gelegen in Paradise Bay werd in brand gestoken in 1984. De basis is gedeeltelijk herbouwd en wordt alleen bemand in het zomerseizoen.

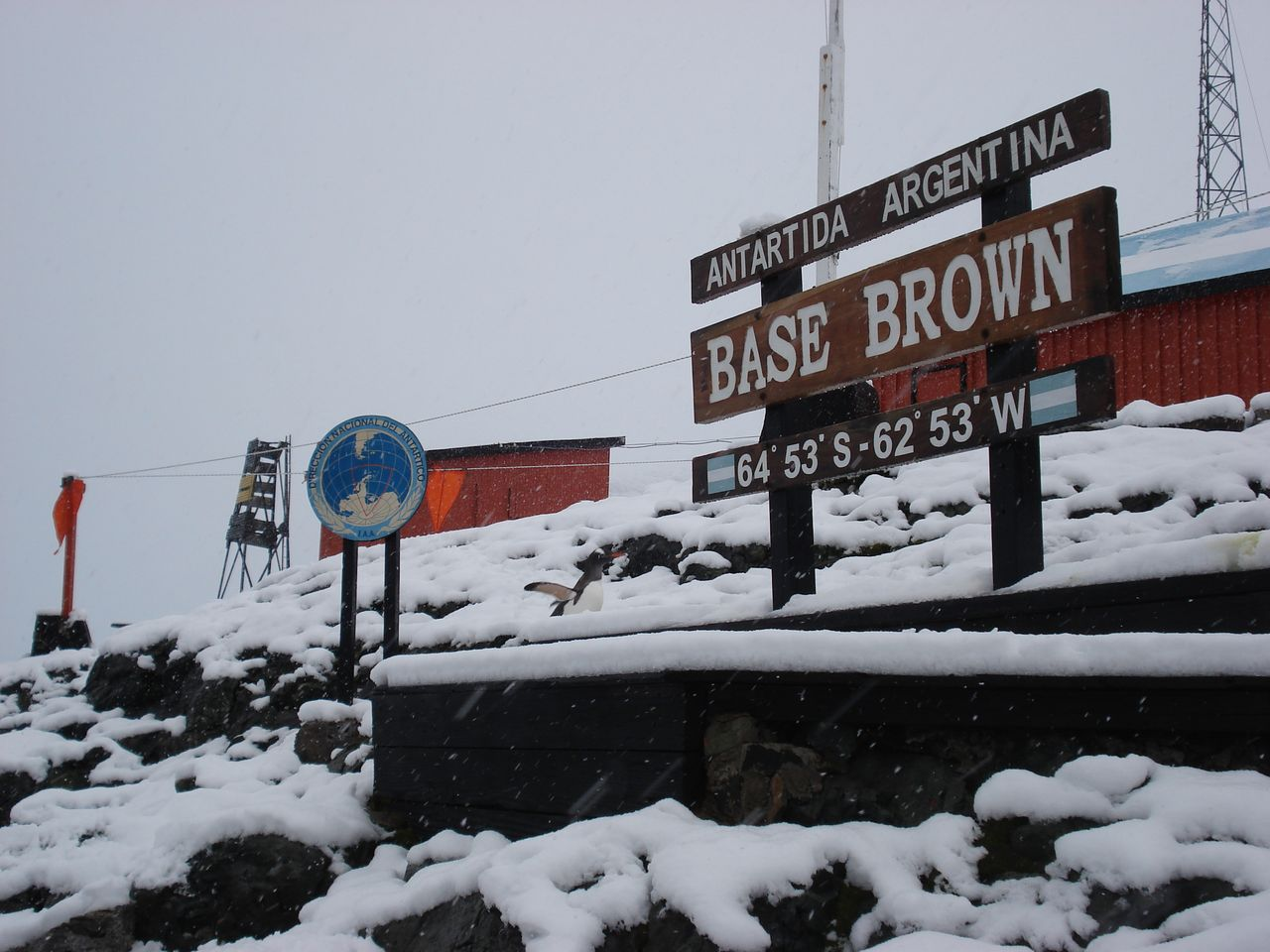
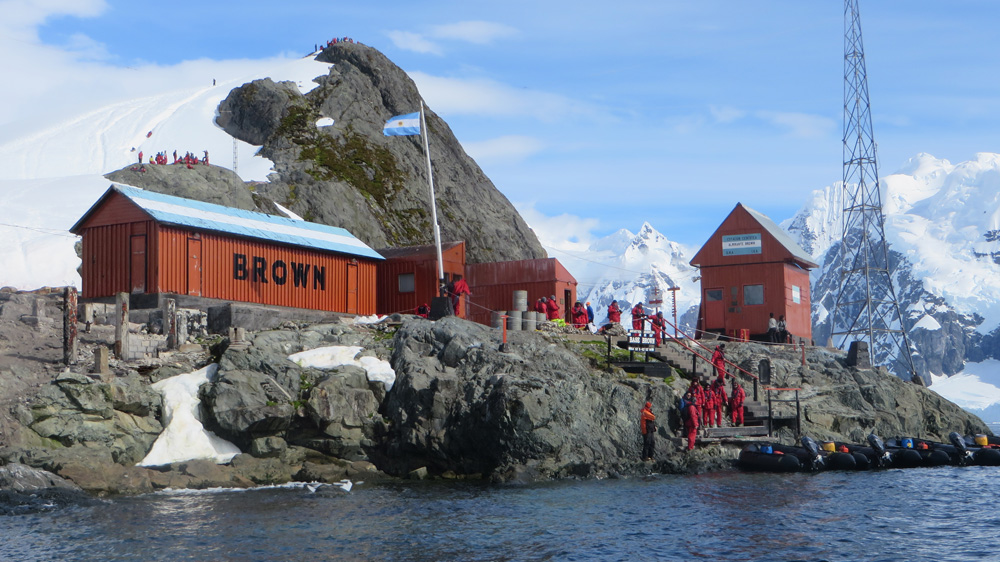
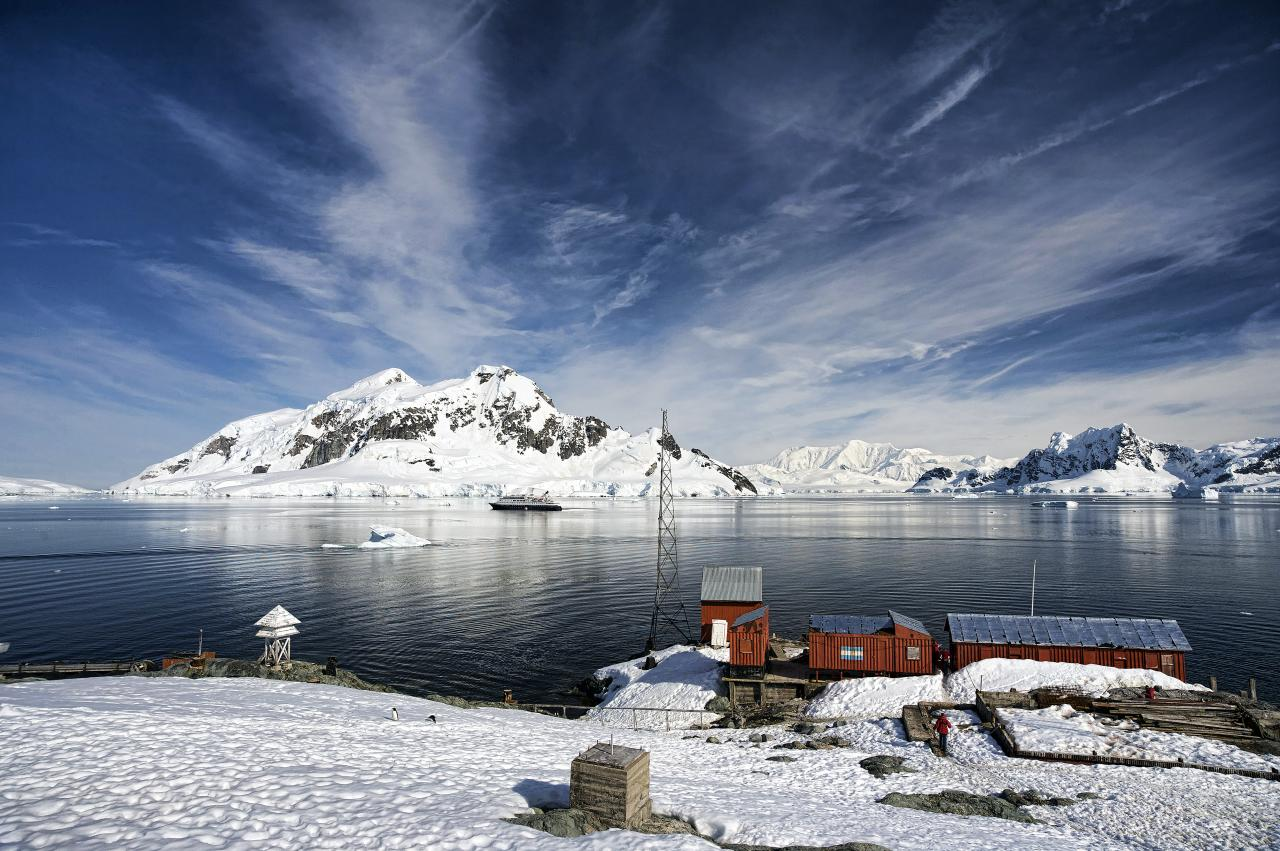
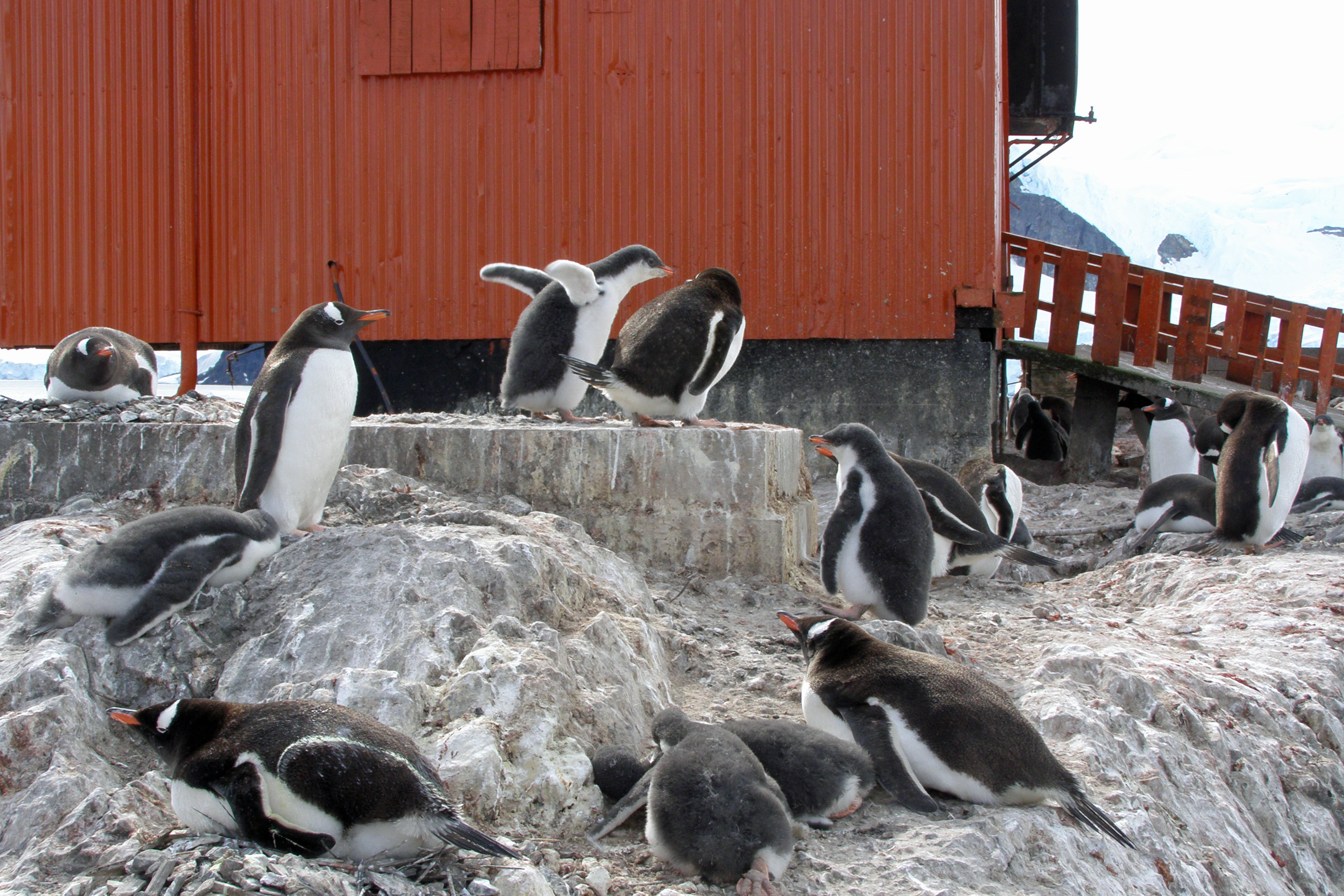